# Sumiko Yokoyama
Sumiko Yokoyama (* 25. März 1974 in Myokokogen) ist eine ehemalige japanische Skilangläuferin.

## Werdegang
Yokoyama lief zu Beginn der Saison 1992/93 in Ramsau am Dachstein ihr erstes Weltcuprennen, welches sie auf dem 40. Platz über 5 km klassisch beendete. Im weiteren Saisonverlauf holte sie bei der Winter-Universiade in Zakopane jeweils Silber über 10 km klassisch und 10 km Freistil und errang Anfang März 1993 bei den Junioren-Skiweltmeisterschaften in Harrachov jeweils den 13. Platz über 5 km klassisch und 15 km Freistil. Beim Saisonhöhepunkt, den nordischen Skiweltmeisterschaften 1993 in Falun, belegte sie den 67. Platz über 5 km klassisch, den 59. Rang in der Verfolgung und den 54. Platz über 15 km klassisch. Im folgenden Jahr gewann sie bei den Junioren-Skiweltmeisterschaften in Breitenwang die Silbermedaille mit der Staffel. Zudem wurde sie dort Achte über 5 km klassisch und fünfte über 15 km Freistil. Bei den Olympischen Winterspielen 1994 in Lillehammer lief sie auf den 50. Platz über 5 km klassisch, auf den 45. Rang über 30 km klassisch und jeweils auf den 36. Platz über 15 km Freistil und in der Verfolgung. Zu Beginn der Saison 1994/95 holte sie in Kiruna mit dem 26. Platz über 5 km klassisch ihre ersten Weltcuppunkte. Es folgte Platz neun über 10 km klassisch und Rang fünf über 15 km Freistil bei der Winter-Universiade 1995 in Candanchú. Ihre besten Platzierungen bei den nordischen Skiweltmeisterschaften 1995 in Thunder Bay waren der 35. Platz über 15 km klassisch und der 12. Rang mit der Staffel. Im folgenden Jahr gewann sie bei den Winter-Asienspielen in Harbin Bronze mit der Staffel, Silber über 5 km klassisch und Gold über 10 km Freistil. In der Saison 1996/97 errang sie bei der Winter-Universiade 1997 in Muju den achten Platz über 15 km Freistil und holte die Silbermedaille mit der Staffel. Ihre besten Platzierungen bei den nordischen Skiweltmeisterschaften 1997 in Trondheim waren der 30. Platz über 30 km klassisch und der 15. Rang mit der Staffel und bei den Olympischen Winterspielen 1998 in Nagano der 24. Platz über 15 km klassisch und zusammen mit Tomomi Ōtaka, Fumiko Aoki und ihrer Schwester Kumiko Yokoyama der zehnte Rang in der Staffel.
In der Saison 1998/99 gewann Yokoyama bei den Winter-Asienspiele 1999 in Gangwon jeweils die Silbermedaille über 10 km Freistil und mit der Staffel und die Goldmedaille über 5 km klassisch und belegte bei den nordischen Skiweltmeisterschaften 1999 in Ramsau am Dachstein den 48. Platz über 15 km Freistil, den 38. Rang in der Verfolgung und den 27. Platz über 5 km klassisch. Zudem errang sie dort zusammen mit Tomomi Otaka, Kumiko Yokoyama und Midori Furusawa den 12. Platz in der Staffel. In der folgenden Saison kam sie achtmal in die Punkteränge und erreichte damit den 41. Platz im Gesamtweltcup, ihr bis dahin bestes Gesamtergebnis. Ihre besten Resultate bei den nordischen Skiweltmeisterschaften 2001 in Lahti waren der 22. Platz über 10 km klassisch und der zehnte Rang mit der Staffel und bei den Olympischen Winterspielen im Februar 2002 in Salt Lake City der 22. Platz über 30 km klassisch und zusammen mit Kanoko Goto, Madoka Natsumi und Nobuko Fukuda der zehnte Rang in der Staffel. Zu Beginn der Saison 2002/03 erreichte sie in Kiruna mit dem zehnten Platz über 5 km Freistil ihre beste Einzelplatzierung im Weltcup. Es folgten fünf Ergebnisse in den Punkterängen, darunter Platz 11 über 10 km Freistil in Nové Město und errang damit den 41. Platz im Gesamtweltcup. Im Februar 2003 holte sie bei den Winter-Asienspielen in der Präfektur Aomori, nach Platz sieben über 5 km klassisch und Rang fünf über 10 km Freistil, die Silbermedaille mit der Staffel und lief bei den nordischen Skiweltmeisterschaften im Val di Fiemme auf den 32. Platz im Skiathlon, auf den 30. Rang über 10 km klassisch und auf den 19. Platz im 15-km-Massenstartrennen. Zudem errang sie dort den 12. Platz mit der Staffel.
In der Saison 2003/04 erreichte Yokoyama mit 12 Platzierungen in den Punkterängen den 33. Platz im Gesamtweltcup ihr bestes Gesamtergebnis. In der folgenden Saison siegte sie beim Far-East-Cup in Sapporo über 5 km klassisch und 10 km Freistil und kam bei den nordischen Skiweltmeisterschaften 2005 in Oberstdorf auf den 28. Platz über 10 km Freistil, auf den 22. Rang im 30-km-Massenstartrennen und auf den 12. Platz mit der Staffel. Bei den Olympischen Winterspielen im folgenden Jahr in Turin belegte sie den 37. Platz im 30-km-Massenstartrennen, den 30. Rang im Skiathlon und den 12. Platz zusammen mit Nobuko Fukuda, Masako Ishida und Madoka Natsumi in der Staffel. Nach den sie zu Beginn der Saison 2006/07 in Gällivare und in Ruka ihre letzten Weltcuprennen absolvierte, nahm sie am Far-East-Cup teil, den sie zum Saisonende auf dem vierten Platz beendete. Im Januar 2007 wurde sie bei den Winter-Asienspielen in Changchun Achte über 5 km klassisch und gewann zusammen mit Madoka Natsumi, Masako Ishida und Nobuko Fukuda die Bronzemedaille mit der Staffel. Im folgenden Monat lief sie bei den nordischen Skiweltmeisterschaften in Sapporo auf den 23. Platz im Skiathlon, auf den 20. Rang im 30-km-Massenstartrennen und auf den achten Platz mit der Staffel. Nach Platz eins über 5 km Freistil beim Australia/New Zealand Cup in Snow Farm zu Beginn der Saison 2007/08, holte sie drei Siege im Far-East-Cup und gewann damit die Gesamtwertung. Ihr letztes internationales Rennen absolvierte sie im März 2008 mit dem Wasalauf, den sie auf dem dritten Platz beendete.
Yokoyama wurde fünfmal japanische Meisterin über 10 km (1998, 2000, 2004, 2006, 2008), dreimal über 15 km (1996, 2000, 2002), jeweils zweimal über 5 km (1999, 2000) und 30 km (2002, 2006) und im Sprint (2002, 2007) und einmal in der Verfolgung (2007).

## Teilnahmen an Weltmeisterschaften und Olympischen Winterspielen

### Olympische Winterspiele
- 1994 Lillehammer: 36. Platz 15 km Freistil, 36. Platz 10 km Verfolgung, 45. Platz 30 km klassisch, 50. Platz 5 km klassisch
- 1998 Nagano: 10. Platz Staffel, 24. Platz 15 km klassisch, 25. Platz 10 km Verfolgung, 25. Platz 5 km klassisch, 32. Platz 30 km Freistil
- 2002 Salt Lake City: 10. Platz Staffel, 22. Platz 30 km klassisch, 22. Platz 15 km Freistil Massenstart, 27. Platz 10 km Skiathlon, 31. Platz 10 km klassisch
- 2006 Turin: 12. Platz Staffel, 30. Platz 10 km Skiathlon, 32. Platz 10 km klassisch

### Nordische Skiweltmeisterschaften
- 1993 Falun: 54. Platz 15 km klassisch, 59. Platz 10 km Verfolgung, 67. Platz 5 km klassisch
- 1995 Thunder Bay: 12. Platz Staffel, 35. Platz 15 km klassisch, 49. Platz 10 km Verfolgung, 53. Platz 5 km klassisch
- 1997 Trondheim: 15. Platz Staffel, 30. Platz 30 km klassisch, 38. Platz 15 km Freistil, 62. Platz 5 km klassisch
- 1999 Ramsau am Dachstein: 12. Platz Staffel, 27. Platz 5 km klassisch, 38. Platz 10 km Verfolgung, 48. Platz 15 km Freistil
- 2001 Lahti: 13. Platz Staffel, 22. Platz 10 km klassisch, 39. Platz 10 km Skiathlon, 47. Platz 15 km klassisch
- 2003 Val di Fiemme: 11. Platz Staffel, 19. Platz 15 km klassisch Massenstart, 30. Platz 10 km klassisch, 32. Platz 10 km Skiathlon
- 2005 Oberstdorf: 12. Platz Staffel, 22. Platz 30 km klassisch Massenstart, 28. Platz 10 km Freistil
- 2007 Sapporo: 8. Platz Staffel, 20. Platz 30 km klassisch Massenstart, 23. Platz 10 km Skiathlon

## Siege bei Continental-Cup-Rennen
| Nr. | Datum             | Ort       | Disziplin      | Serie                     |
| --- | ----------------- | --------- | -------------- | ------------------------- |
| 1.  | 1. Februar 1999   | Yongpyong | 5 km klassisch | Continental-Cup           |
| 2.  | 9. März 2002      | Sapporo   | 10 km Freistil | Continental-Cup           |
| 3.  | 6. Januar 2005    | Sapporo   | 5 km klassisch | Far East Cup              |
| 4.  | 8. Januar 2005    | Sapporo   | 10 km Freistil | Far East Cup              |
| 5.  | 5. August 2007    | Snow Farm | 5 km Freistil  | Australia/New Zealand Cup |
| 6.  | 26. Dezember 2007 | Otoineppu | 5 km klassisch | Far East Cup              |
| 7.  | 7. Januar 2008    | Sapporo   | 5 km klassisch | Far East Cup              |
| 8.  | 8. Januar 2008    | Sapporo   | 10 km Freistil | Far East Cup              |

### Weltcup-Gesamtplatzierungen
| Saison    | Gesamt | Gesamt | Sprint | Sprint | Distanz | Distanz |
| Saison    | Punkte | Platz  | Punkte | Platz  | Punkte  | Platz   |
| --------- | ------ | ------ | ------ | ------ | ------- | ------- |
| 1994/95   | 15     | 55.    | –      | –      | –       | -       |
| 1995/96   | 9      | 54.    | –      | –      | –       | -       |
| 1996/97   | 27     | 46.    | 26     | 36.    | –       | -       |
| 1997/98   | 20     | 51.    | 20     | 44.    | –       | -       |
| 1998/99   | 20     | 55.    | 11     | 66.    | 5       | 55.     |
| 1999/2000 | 56     | 41.    | –      | -      | 26      | 27.     |
| 2000/01   | 30     | 63.    | -      | -      | -       | -       |
| 2001/02   | 11     | 84.    | -      | -      | -       | -       |
| 2002/03   | 94     | 41.    | -      | -      | -       | -       |
| 2003/04   | 143    | 33.    | -      | -      | 143     | 25.     |
| 2004/05   | 28     | 62.    | -      | -      | 28      | 42.     |
| 2005/06   | 14     | 91.    | -      | -      | 14      | 65.     |